# Religioni in Irlanda
Il cristianesimo è la religione più diffusa in Irlanda. Secondo i dati del censimento nazionale del 2022, i cristiani rappresentano il 75,5% della popolazione, di cui il 69,1% cattolici; l'1,6% della popolazione segue l'islam, lo 0,7% l'induismo e lo 0,3% altre religioni; il 14,8% della popolazione non segue alcuna religione, mentre il 7,1% non ha dato alcuna risposta. Secondo i dati del censimento del 2016, i cristiani rappresentavano l'84% della popolazione, l'1,3% della popolazione seguiva l'islam, e il 2,4% altre religioni, mentre il 9,8% della popolazione non seguiva alcuna religione e il 2,5% della popolazione non dava risposta.
La costituzione irlandese riconosce la libertà religiosa e proibisce le discriminazioni basate sulla religione. Le organizzazioni religiose non sono obbligate a registrarsi con il governo per acquistare e gestire proprietà o mantenere istituzioni per scopi religiosi o caritatevoli, ma devono presentare un'apposita richiesta per avere l'esenzione dalle tasse per gli scopi caritativi che promuovono. Nelle scuole pubbliche l'insegnamento della religione è offerto nella maggior parte delle scuole, ma i genitori possono chiedere l'esonero per i loro figli. Le scuole private fanno parte del sistema scolastico nazionale e possono essere di due tipi: denominazionali e non denominazionali. Le prime sono patrocinate da una singola organizzazione religiosa e possono organizzare liberamente l'educazione religiosa secondo le tradizioni, pratiche e credenze dell'organizzazione stessa; le seconde sono patrocinate da più organizzazioni religiose e devono fornire varie opportunità di educazione religiosa.

## Religioni presenti

### Cristianesimo
Secondo i dati del censimento del 2022, i cattolici rappresentano il 68.1% della popolazione, i protestanti il 4% della popolazione, gli ortodossi il 2,1% della popolazione e i cristiani di altre denominazioni il restante su un totale di 75,5%.
La Chiesa cattolica è organizzata in Irlanda con quattro sedi metropolitane e ventidue diocesi suffraganee. 
La maggiore denominazione protestante presente in Irlanda è la Chiesa d'Irlanda, appartenente alla comunione anglicana, che rappresenta il 2,5% della popolazione; segue la Chiesa presbiteriana in Irlanda, che rappresenta circa lo 0,5% della popolazione, di orientamento calvinista le cui radici sono legate principalmente alla Chiesa di Scozia. In misura minore sono inoltre presenti metodisti, battisti, luterani, pentecostali e avventisti del settimo giorno. 
La Chiesa ortodossa è presente in Irlanda principalmente con la Chiesa greco-ortodossa, la Chiesa ortodossa russa e la Chiesa ortodossa rumena; in misura minore sono presenti anche la Chiesa greco-ortodossa di Antiochia, la Chiesa ortodossa serba e la Chiesa ortodossa georgiana.
Fra i cristiani di altre denominazioni, sono presenti i Testimoni di Geova, la Chiesa di Gesù Cristo dei Santi degli Ultimi Giorni (i Mormoni) e gli Unitariani.

### Islam
I musulmani d'Irlanda sono principalmente immigrati e figli di immigrati provenienti dalla Turchia e da altre nazioni dell'Asia e dell'Africa. I musulmani presenti nel Paese sono in maggioranza sunniti, con una minoranza di sciiti e un piccolo gruppo di ahmadiyya.

### Altre religioni
In Irlanda sono presenti gruppi di ebrei, induisti, buddhisti, bahai, sikh e piccoli gruppi che seguono la religione popolare cinese, il giainismo, il neopaganesimo celtista e i nuovi movimenti religiosi.